# Абдул-Хамид II
Абду́л-Хами́д II; тж. Абдул-Гамид (осман. عبد الحميد ثانی‎ / Abd ül-Hamîd-i sânî, тур. İkinci Abdülhamit; 21 сентября 1842[…], Стамбул — 10 февраля 1918[…], Дворец Бейлербейи, Стамбул) — султан Османской империи и 99-й халиф, правил в 1876—1909 годах. Последний абсолютный монарх Османской империи. Установил режим единоличной власти и стремился сохранить территориальную целостность империи. Его целью было также сохранение авторитета халифа исламского мира. Стремительно слабеющая и распадающаяся Османская империя при нём окончательно увязла в сфере влияния европейских держав. Последние дни правления султана были ознаменованы Младотурецкой революцией, в ходе которой он был свергнут с трона. Попытка вернуть власть провалилась.

## Происхождение
Был вторым сыном султана Абдул-Меджида I. Достоверное происхождение его матери Тиримюжган Кадын-эфенди не установлено. По воспоминаниям дочери Абдул-Хамида Айше-султан, одна старая черкешенка-калфа во дворце была родом из тех же мест, что и Тиримюжган, и причисляла себя к субэтносу шапсугов из Черкесии; также по воспоминаниям Айше, её отец называл шапсугских девушек «народом своей матери». Кроме того, Айше отмечает, что среди известных ей наложниц деда Абдул-Меджида I были только черкешенки и ни одной армянки или девушки из Греции, хотя ходили многочисленные слухи об их присутствии в гареме. Слухи о том, что Тиримюжган была дочерью армянского торговца из Трабзона или Еревана по имени Чандыр, Айше считала необоснованными и распускаемыми людьми, которые ничего не знают о жизни султанского двора, или же фальсификацией, созданной врагами её отца.
Абдул-Хамид получил хорошее образование, в особенности военное, путешествовал по Европе. Местом своего пребывания выбрал дворец Йылдыз.

## Вступление на престол

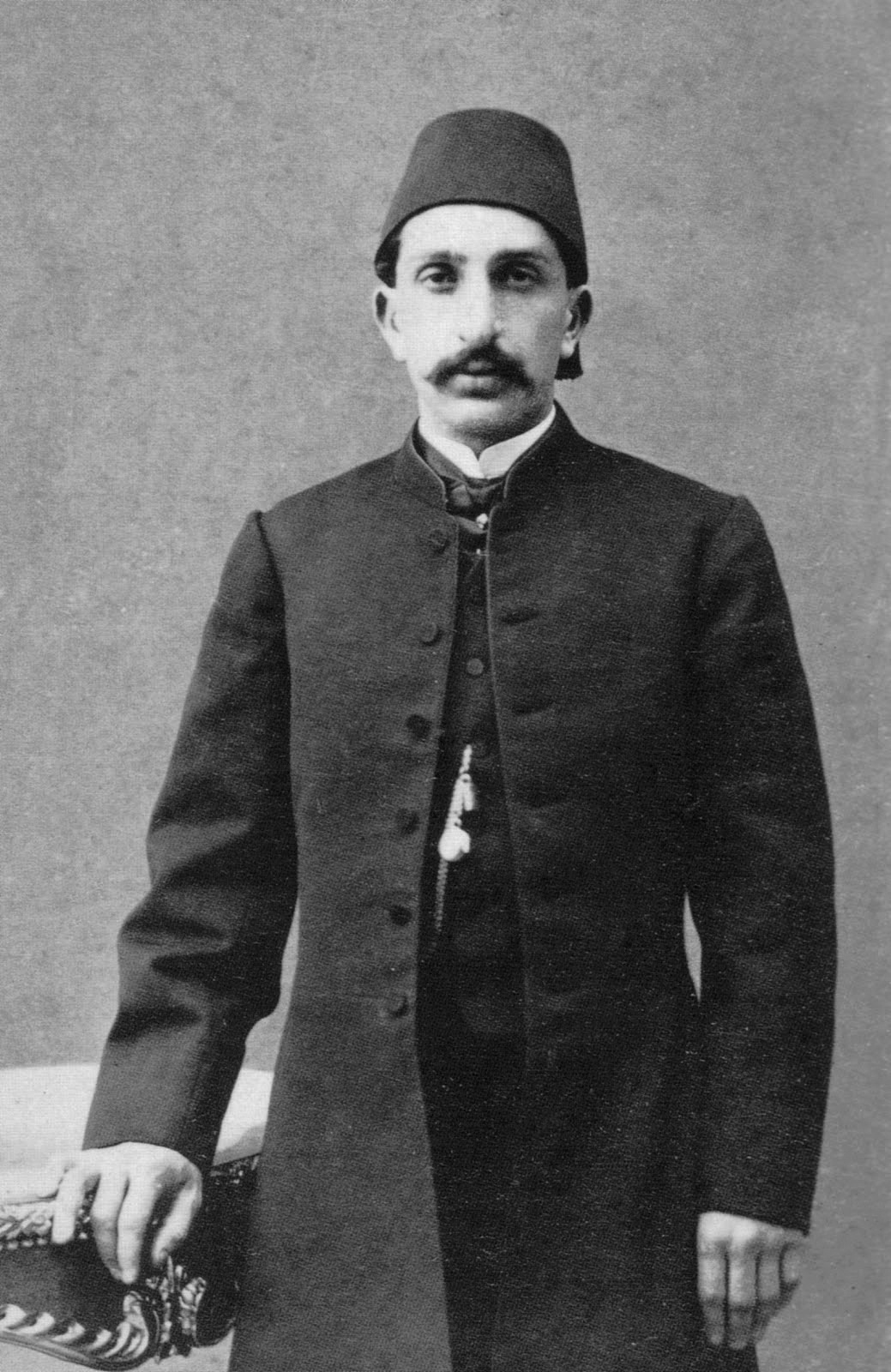
Абдул-Хамид в молодые годы

Вступил на престол 31 августа 1876 года после того как его брат Мурад V, процарствовавший 3 месяца, усилиями лидеров «Новых османов» и Мидхат-паши был низложен — объявлен сумасшедшим, свергнут и заточён в крепость. При восшествии на престол Абдул-Хамид II обещал провозгласить конституцию и провести выборы в парламент. В первые дни своего царствования Абдул-Хамид приобрёл себе общую любовь и большую популярность: он часто посещал казармы, участвовал в товарищеских обедах офицеров, чего никогда прежде не бывало, был всем доступен и прост в обхождении. Но царствование его началось при тяжёлых условиях. По всей стране происходили волнения и бунты, переходившие нередко в страшную резню между мусульманами и христианами; с Сербией и Черногорией велась война; финансы были в полном расстройстве; грозило иностранное вмешательство с целью побудить Турцию ввести реформы и заключить мир. Сознавая при таких условиях полную невозможность противиться настойчивым требованиям великих держав, но вместе с тем не желая подчиняться поставленным ему условиям, султан решил бороться с державами «политикой обещаний», охотно даваемых, постоянно изменяемых и никогда не исполняемых. Эта политика, сделавшаяся характерной чертой его царствования, вела к бесконечной дипломатической переписке и затягивала решение вопросов на неопределённое время.
Подобная политика начала применяться султаном и к внутренним делам: обещанная конституция всё ещё не вводилась, и проект её, найденный султаном недостаточно полным, был передан в особый «совет реформ», составленный преимущественно из реакционеров. Когда, наконец, в декабре 1876 г. конференция посланников открыла свои заседания в Константинополе, и Абдул-Хамид увидел, что дальнейшее затягивание может привести к новому дворцовому перевороту, он сдался на убеждения Мидхат-паши, и 23 декабря 1876 г. конституция Османской империи была подписана и обнародована. Сам султан с большим торжеством принёс публичную присягу на верность конституции. Этим актом он парализовал работу конференции, но как только миновала непосредственная опасность, грозившая Турции извне и изнутри, Абдул-Хамид начал глухую борьбу за власть абсолютного монарха. Большую роль в этой борьбе сыграла война с Россией.
В конце сентября 1876 года газета «Московские ведомости» печатала корреспонденцию из Константинополя о характере нового монарха: «…Хотя султан Абдул-Хамид сердечно предан исламу, но он чужд фанатизма. Он назначил к себе куафёром христианина, чему доныне примера не было. Многие из придворных не без удивления видели это назначение, не постигая как можно допустить чтобы нечистая рука гяура касалась священной бороды калифа».

## Русско-турецкая война и Берлинский конгресс
Ввиду категорического отказа султана исполнить требования держав о прекращении насилия над славянами (Лондонский протокол) Россия объявила Османской империи войну (24 апреля 1877 года). Несмотря на значительную помощь Англии, снабжавшей Абдул-Хамида деньгами и припасами, то, что турецкая армия была вооружена магазинными ружьями и возможность для турок пользоваться заранее подготовленными полевыми укреплениями и крепостями — война окончилась полным поражением Турции. В конце 1877 года русская армия перешла через Балканские горы и, подойдя к Адрианополю, могла без особого труда занять Стамбул. Падение Плевны и Шипки, сдача армии Осман-паши, разгром армий Сулеймана и Мухтара и приближение русских к столице, произвели страшный переполох в Стамбуле. Парламент потребовал смены правительства и немедленного прекращения войны с Россией; султан приготовился бежать в Азию, остатки армии были деморализованы, повсюду начались грабежи. 6 января Абдул-Хамид послал в главную квартиру русской армии уполномоченных просить о перемирии. Главнокомандующий русской армии ответил, что допустит перемирие лишь в том случае, если будут определены общие условия мира. 3 марта 1878 года был заключён предварительный договор в Сан-Стефано, по которому признаны независимыми Румыния и Сербия, болгарским провинциям дано самоуправление; России, Сербии и Черногории были переданы значительные территории; установлена контрибуция за военные издержки.

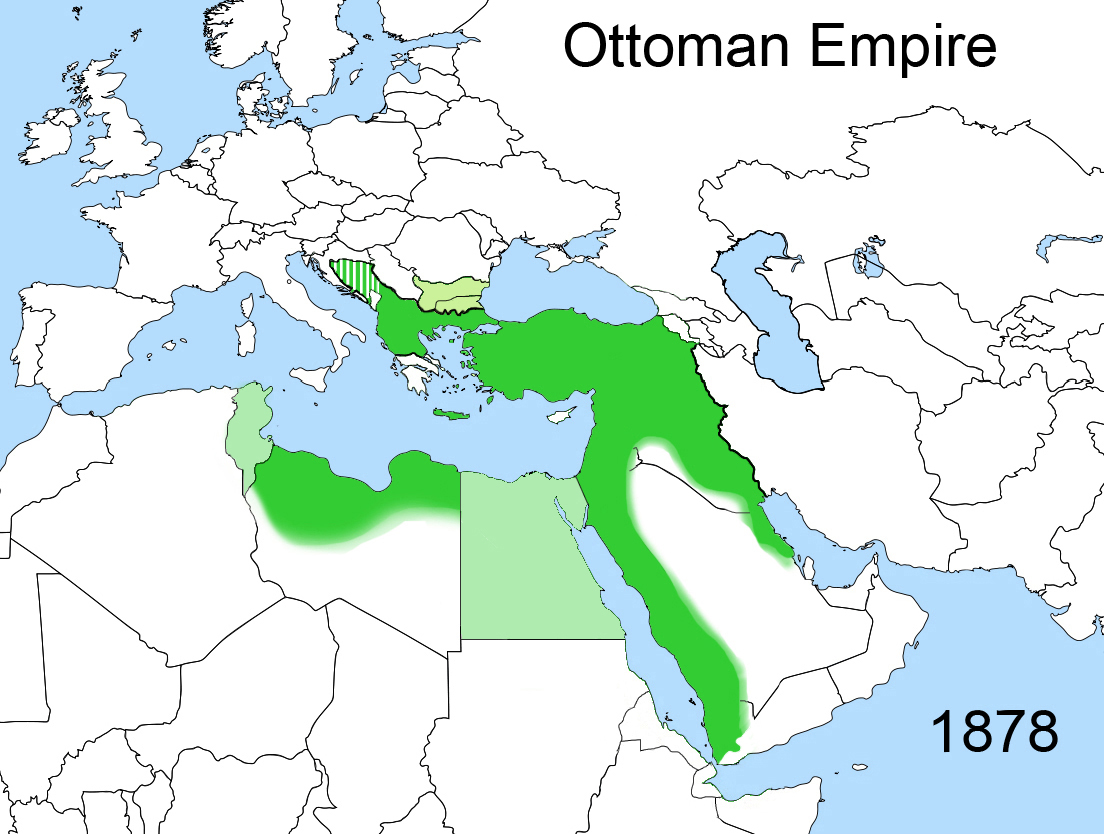
Османская империя в 1878 году

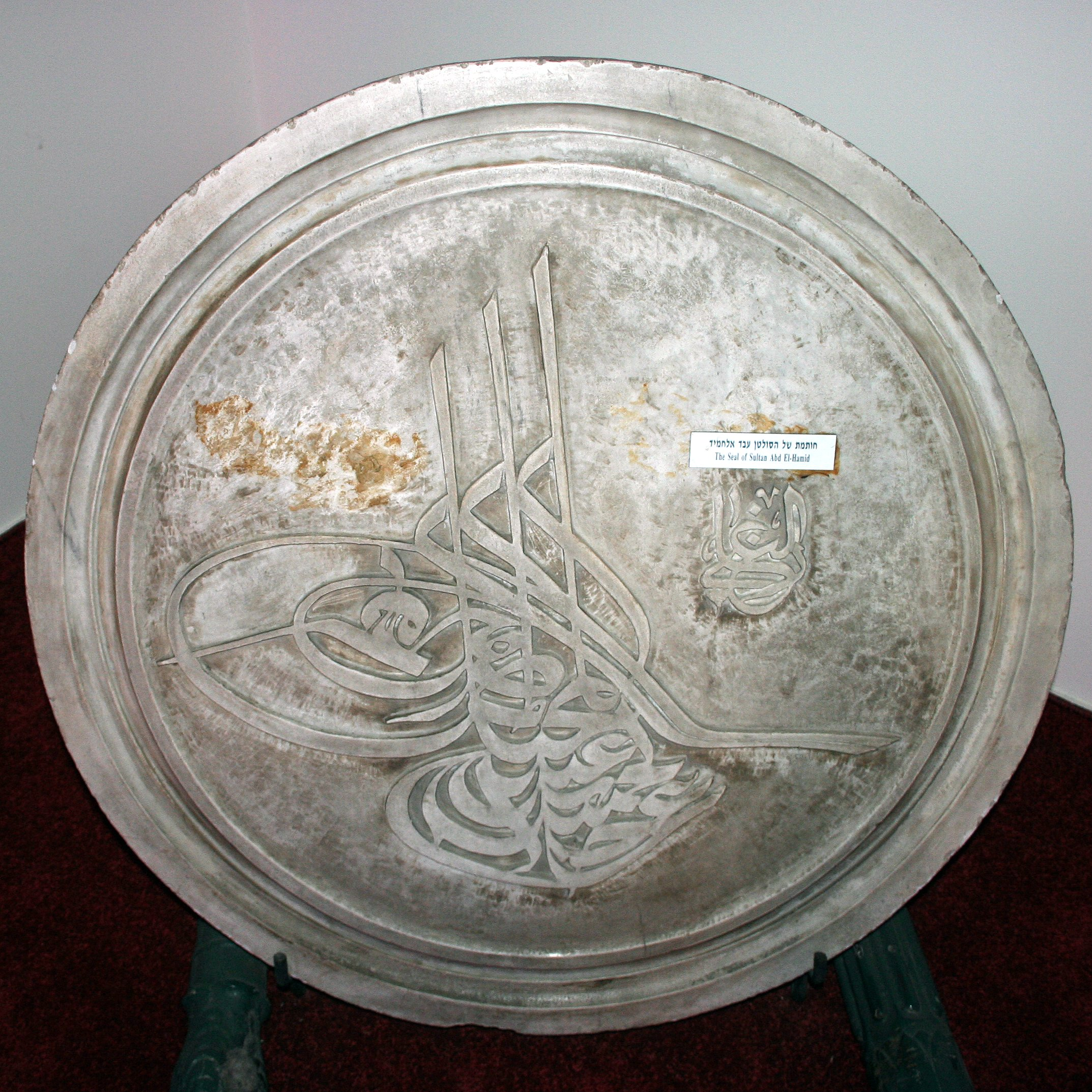
Печать Абдул-Хамида II

Вмешательство иностранных держав с целью изменения договора на Берлинском конгрессе 13 июля 1878 года, стоило султану уступки Боснии — австрийцам, Кипра — англичанам, части Фессалии и Эпира — грекам. К постоянным финансовым затруднениям присоединилась непокорность албанцев. Население земель, отошедших к Черногории, отказывалось признать решение держав, по требованию которых султан должен был усмирить непокорных, что он и сделал относительно крепости Дульциньо в ноябре 1880 года, хотя и после долгих колебаний, не желая помогать неприятелю.
Вскоре после заключения в Сан-Стефано договора в турецких газетах было напечатано следующее, характерное для личности Абдул-Хамида, официозное разъяснение народу происшедших событий:
«Нет Бога, кроме Аллаха, и Магомет пророк Его. Тени Бога благоугодно было даровать русским мир. Правоверным известно, что проклятые иконопоклонники возмутились, отказались платить дань, взялись за оружие и выступили против повелителя правоверных, вооружившись дьявольскими ухищрениями новейшего времени. Хвала Богу. Правда восторжествовала. Наш милостивый и победоносный государь на этот раз совершенно один вышел из борьбы победителем неверных собак. В своей неимоверной благости и милосердии он согласился даровать нечистым собакам мир, о котором они унижено просили его. Ныне, правоверные, вселенная опять будет управляться из Стамбула. Брат повелителя русских имеет немедленно явиться с большою свитою в Стамбул и в прах и в пепел, в лице всего мира, просить прощения и принести раскаяние. При этом имеет быть уплачена обычная числящаяся за ними дань, после чего повелитель правоверных в своей неистощимой милости и долготерпении вновь утвердит повелителя русских в его должности вассального наместника его страны. Но дабы отвратить возможность нового возмущения и сопротивления, султан, в качестве верховного повелителя земли, повелел, чтобы 50 тыс. русских остались в виде заложников в Болгарии. Остальные неверные собаки могут возвратиться в своё отечество, но лишь после того, как они пройдут в глубочайшем благоговении через Стамбул или близ него».(Газета Гатцука, 1878 г. № 12, из смирнской  газ. «Ахбарь»)
В июле 1878 года последовал процесс Сулеймана-паши. Назначенный командовать всеми сухопутными силами на Болгарском театре за месяц до падения Плевны, Сулейман-паша, стеснённый вмешательством верховного военного совета (дари-хура), должен был сделаться виновником всех военных неудач. Горячо защищаясь на суде, он в своих ответах иной раз не щадил и Абдул-Хамида. В результате, несмотря на шаткость обвинений, 15 ноября 1878 года Сулейман-паша был осуждён на вечное изгнание с лишением прав, чинов и орденов. Абдул-Хамид, однако, смягчил этот приговор, заменив его ссылкой на 6 лет в Багдад. Летом того же года был опубликован, искусно подобранный сборник официальных документов о минувшей войне (Зубдетул-Хакаин), из которого должно было составиться убеждение, что все лучшие ходы турецкой стратегии (например, Плевна) зародились и получили развитие по инициативе Абдул-Хамида.

## Дальнейший жизненный путь
Пока шли заседания Берлинского конгресса, Абдул-Хамид, воспользовавшись тем, что внимание народа отвлечено от внутренней политики, распустил парламентскую сессию, и с тех пор парламент больше не созывался до революции 1908 года. Не отменённая формально, конституция в Турции фактически перестала существовать. Понемногу султан взял в свои руки всё управление и страна вернулась к прежнему деспотическому строю. Опасаясь переворота, Абдул-Хамид окружил себя бесчисленной стражей и наводнил всю страну шпионами и тайной полицией. «Отец турецкой конституции» Мидхат-паша, благодаря которому султан получил престол, был обвинён в участии в заговоре и присуждён к смерти. Помилованный по настоянию держав, он был сослан в Аравию, где вскоре умер.

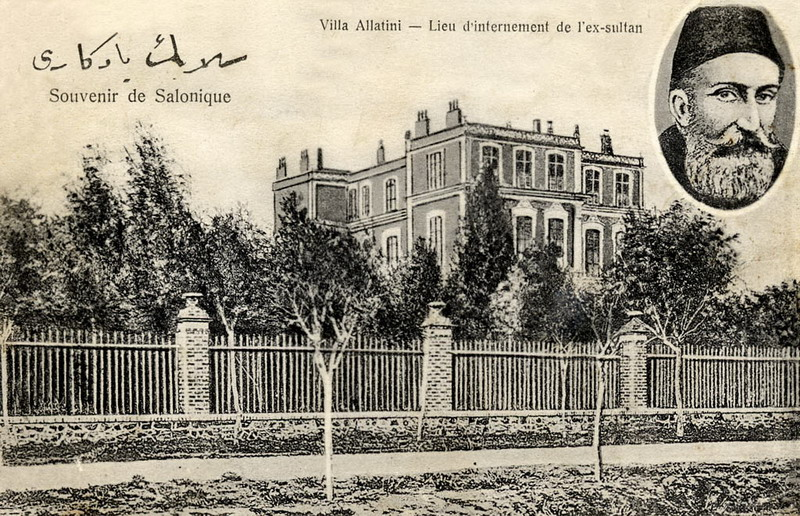
Французская открытка виллы Алатини в Салониках (обычное местожительство султана)

Упадок торговли и промышленности, плохое состояние финансов, отдача налогов на откуп привело к тому, что в 1882 году Турция объявила себя банкротом и перестала выплачивать проценты по займам. Была образована комиссия иностранных кредиторов под названием «Совет директоров османского государственного долга» фр. Conseil d’administration de la dette publique Ottoman (состояла из 5 членов, назначаемых на 5-летний срок: синдикатом держателей иностранных облигаций (англ. Foreign bondholders) в Лондоне, торговой палатой в Риме и синдикатами кредиторов Османской империи в Вене, Париже и Берлине), которая получила контроль над некоторыми государственными доходами.
Хорошо зная, как смещались его предшественники в результате дворцовых переворотов, Абдул-Хамид стал проявлять сильное опасение за свой престол и свою жизнь. Ему всюду начали мерещиться заговоры и измена. Не доверяя никому, окружив себя бесчисленной стражей и наводнив всю страну шпионами и тайной полицией, Абдул-Хамид стал безвыездно жить в своём дворце, показываясь народу только раз в год на традиционном селямлике. Ни одна из обещанных султаном реформ не была осуществлена. В стране воцарилась реакция, жертвой которой пал и «отец турецкой конституции», Митхад-паша. Полицейский террор был так силён, что никто не был гарантирован от неожиданного ареста и тайной насильственной смерти, а в лучшем случае — от безвестной ссылки или заточения. Все сторонники реформ вынуждены были бездействовать или эмигрировать за границу. Печать была почти уничтожена, так как цензура дошла до невероятных размеров. Гражданское управление страны находилось в руках невежественных чиновников, характерною чертою которых были безграничный произвол и продажность. Торговля и промышленность пришли в упадок, пути сообщения были крайне неудовлетворительными, земледелие находилось в жалком виде. Финансовая система была в хаотическом состоянии: взимание налогов отдавалось на откуп, вследствие чего в казну поступала лишь половина того, что платило население. Поступившие в казну деньги расходовались без всякого контроля, по усмотрению султана, главным образом, на содержание двора и полиции. Самые насущные потребности оставались без удовлетворения за недостатком денег в казне. Дошло до того, что офицеры и чиновники не получали жалованья по полгода. Кроме того, жалование выдавалось в половинном размере, так как расчёт производился на ассигнации вместо золота. Взяточничество было так распространено между турецкими чиновниками, что за взятку можно было обойти любой закон, а без уплаты известного процента нельзя было получить никакой крупной казённой поставки.

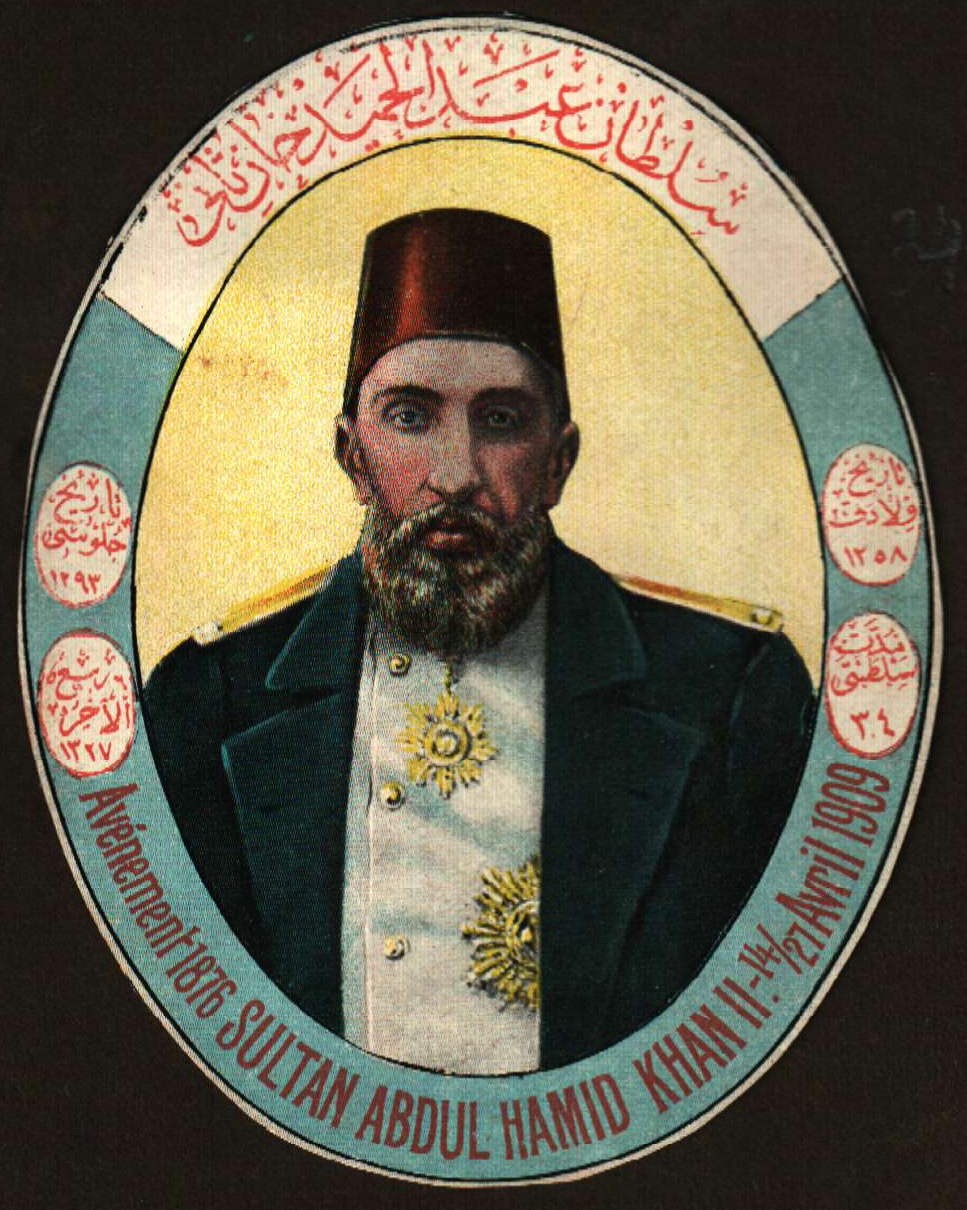
Портрет турецкого султана Абдул-Хамида II

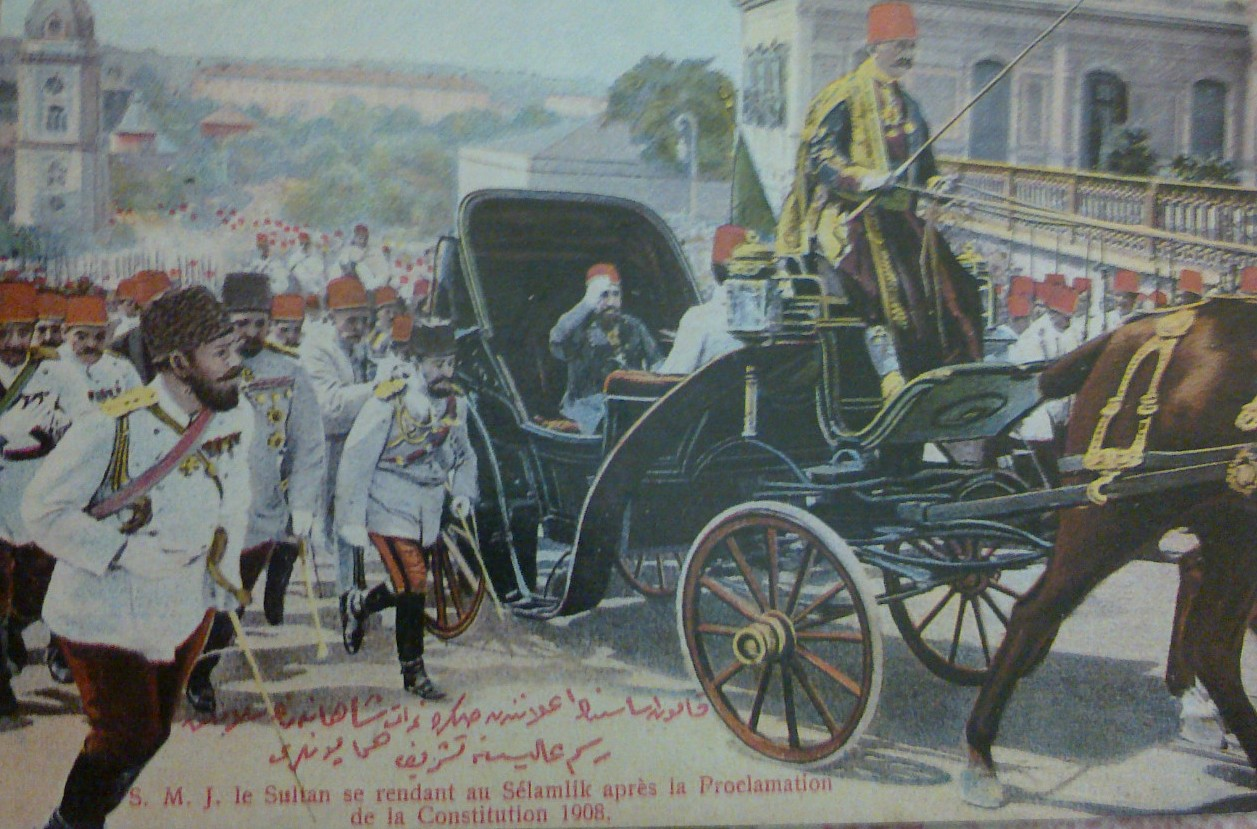
Абдул-Хамид с эскортом следует на пятничную молитву

Если было плохо положение самих турок, то положение христиан, населявших Турецкую империю, было так тяжело, что восстания, бунты и мятежи не прекращались во всё царствование Абдул-Хамида. Волнения среди христиан подавлялись султаном со страшной жестокостью. Особенною жестокостью отличались погромы армян в 1894 г., когда было сожжено и разграблено около 50 тыс. домов и свыше 100 тыс. армян — мужчин, женщин, детей — было замучено, изувечено, разорено. Из-за них султан был прозван Великим убийцей. Издавна существовавшая в Турции национальная и религиозная вражда между мусульманами и христианами при Абдул-Хамиде достигла высшего напряжения.
Среди всеобщего расстройства и разложения резко выделялась в лучшую сторону жизнь турецкой армии. Абдул-Хамид принимал все меры, чтобы поставить её на один уровень с западноевропейскими. В армии был произведён ряд крупных реформ по организации, комплектованию, управлению войск, улучшению подготовки солдат и офицеров. Была введена всеобщая воинская повинность для мусульман. Был приглашён германский генерал Кольмар фон дер Гольц, который много сделал для поднятия общего и специального образования командного состава. Для подготовки офицеров были образованы 4-классные военные школы, программа образования в которых соответствовала современным требованиям военного дела. Преподавателями в этих школах были иностранцы, преимущественно — немцы. Кроме широко поставленных общеобразовательных предметов, обучающиеся в военной школе были обязаны изучать иностранные языки (английский, французский, немецкий, итальянский или русский). В систему обучения было положено устройство внешкольных научных и литературных чтений и бесед на общественные темы, организация всевозможных образовательных кружков. Строевым и военным обучением в частях войск руководили иностранные инструкторы — германские офицеры.
Результатом этого стало то, что офицеры, прошедшие военную школу, были самыми просвещёнными и европейски образованными людьми в Турции. Относясь сознательно к тому, что совершается вокруг них, эти офицеры не могли не переживать тяжёлого чувства оскорблённого национального самолюбия, при виде хищений и произвола администраций, совершенного разорения народа, грабежей и погромов. На их глазах совершались, хронически повторяющиеся, вмешательства европейских держав во внутреннюю жизнь Турции; при них она лишилась лучших своих провинций. Кроме потерянных по Берлинскому трактату земель, Турция потеряла ещё в 1885—1886 гг. Восточную Румелию и утратила фактически власть над Критом. Даже удачная греко-турецкая война (1897 г.), в которой турецкая армия доказала своё умение воевать, не принесла Турции ничего, кроме сознания одержанных побед. Образовалось несколько революционных партий, самой крупной и сильной из которых была младотурецкая партия «Единение и прогресс». В 1907 г. в Париже состоялся съезд представителей всех турецких революционных обществ, на котором было решено объединиться всем партиям и общими усилиями добиться низложения Абдул-Хамида, чтобы установить в Турции конституционный образ правления. К середине 1908 г., когда восстание в Македонии приняло такие размеры, что вновь встал вопрос об очередном иностранном вмешательстве, турецкая армия была уже достаточно подготовлена, чтобы выполнить тщательно разработанный младотурецким комитетом план государственного переворота. К этому времени центральный комитет, в составе которого было и несколько высших чинов армии, перенёс свою главную квартиру в Македонию.
Первое известие о начале бунта в войсках относится к июню 1908 года, когда македонские войска открыто заявили себя сторонниками младотурок, и посланный султаном в Салоники Осман-паша с чрезвычайными полномочиями для усмирения военного мятежа был арестован младотурками. Когда Абдул-Хамид убедился, что единственная опора его трона, армия, открыто стала против него, что по распоряжению революционного комитета из Константинополя удалена его гвардия, он понял, что дальнейшее сопротивление невозможно. Тогда, 10 июля 1908 г., оттоманское правительство опубликовало, что «Его Величество султан припомнил, что конституция 1876 г. представляет собою одно из славнейших его созданий и приказал вновь ввести её в действие». На 4 декабря было назначено открытие нового турецкого парламента. В этот день Абдул-Хамид впервые с 1878 г. выехал из своего дворца и в открытом экипаже проследовал по всему городу в здание парламента, где ещё раз обещал свято хранить основные законы империи. Хотя Абдул-Хамид в первое время исполнял все требования младотурок, однако центральный комитет не прекратил свою деятельность, и в Турции появилось 2 правительства: министерство — в столице и комитет — в Салониках.

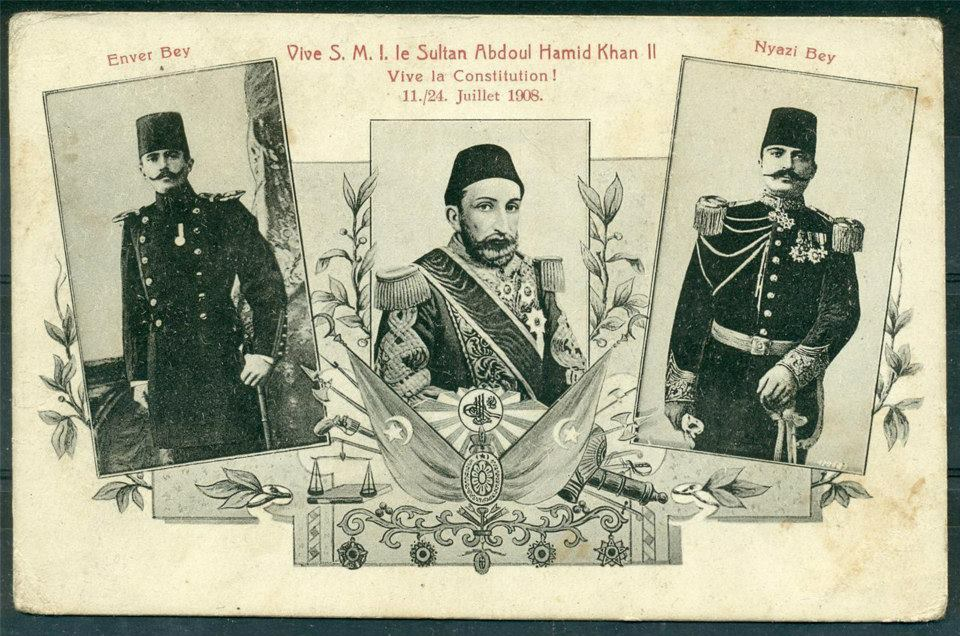
Открытка с Энвер-беем, Абдул-Хамидом II и Ахмед Ниязи-беем с подписью «Vive la Constitution!» Открытка была выпущена до Контрпереворота 1909 года

Время показало, что такая осторожность комитета была не лишняя. Пока в парламенте шли горячие дебаты о реформах в стране, во дворце Абдул-Хамид готовил заговор против конституции. В одну из апрельских ночей 1909 года все младотурецкие офицеры были внезапно схвачены и частью перебиты. Под командою простого фельдфебеля заговорщики двинулись к зданию парламента и вынудили у него свержение министерства, составленного из младотурок. Парламент, застигнутый врасплох, составил новое правительство из лиц, указанных ему мятежниками. Хотя это был настоящий солдатский мятеж, при котором было убито несколько офицеров, тем не менее Абдул-Хамид поспешил обнародовать полную амнистию всем заговорщикам. Несмотря на категорические уверения, что к этому мятежу султан не причастен, тем не менее на другой день, при погребении 83 солдат и офицеров, убитых заговорщиками, на улицах Константинополя произошла враждебная Абдул-Хамиду демонстрация, окончившаяся кровавым усмирением демонстрантов.

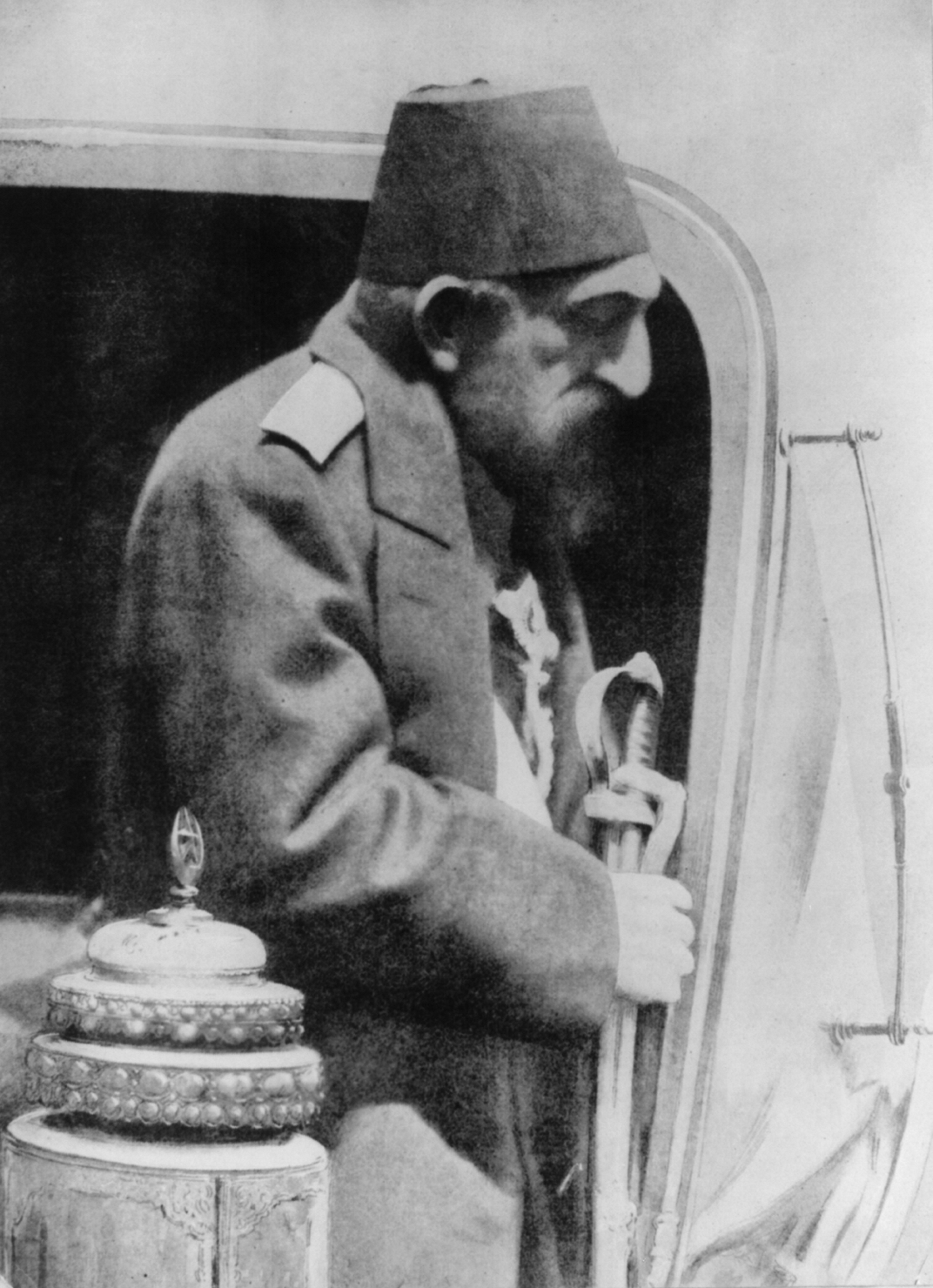
Абдул-Хамид отправляется в ссылку после отречения, 1909 год

Впечатление от этих событий было огромным. Комитет «единения и прогресса» быстро отозвался на контрреволюцию: «всем частям армии, стоявшим в Европейской Турции, было приказано безотлагательно двинуться на Константинополь». Судьба страны зависела от вопроса: исполнять ли войскам этот приказ. Под командою Махмуда Шевкет-паши, назначенного генералиссимусом, войска двинулись к столице и в несколько дней заняли город. Воодушевление народа, всецело стоявшего на стороне младотурок, было огромное. Паши отдавали всё своё имущество на нужды войск, поставщики армии отпускали всё необходимое для солдат без денег, в кредит, македоно-адрианопольские революционеры Санданского, поднявшие знамя восстания против турецкого правительства, заявили, что поступают в распоряжение младотурок, так как боролись против султана, а не против народа. По занятии Константинополя, Махмуд Шевкет-паша окружил своими войсками дворец Йылдыз, где жил Абдул-Хамид, и прекратил все его сношения с внешним миром. Лишённый пищи, воды и освещения, окружённый своими телохранителями и фаворитами, осыпавшими теперь его упрёками, видя себя совершенно покинутым, Абдул-Хамид через 2 дня выразил желание вступить в переговоры.
Вскоре после бескровного переворота 1908 г. Болгария, княжество, номинально считавшееся вассальным Турции, объявило себя независимым государством, и князь болгарский принял титул царя. В то же время две другие турецкие провинции, Босния и Герцеговина, находившиеся, согласно условиям Берлинского трактата, под протекторатом Австро-Венгрии, были присоединены к последней.
В то же время в Константинополе заседало национальное собрание, на котором решалась судьба Абдул-Хамида. После долгих споров было постановлено: «Низложить султана Абдул-Хамида II и призвать на трон султана и халифа наследного принца Мехмеда Решада Эффенди (брата Абдул-Хамида) под именем Мехмеда V». На другой же день Абдул-Хамид, в сопровождении 7 своих жён и с ребёнком, на бронированном автомобиле, под конвоем, был отвезён в окрестности Салоник, на виллу Аллатини.
Так закончилось 33-летнее царствование султана, который, будучи убеждён, что, как наместник Пророка, он является единственным и верховным повелителем правоверных мусульман во всей вселенной, упорно не хотел считаться с требованиями современной жизни. В этой неравной борьбе победа осталась не за Абдул-Хамидом.
Из-за начала Первой Балканской войны в 1912 году, по итогам которой Османская Империя потеряла большую часть европейских территорий в том числе и Салоники, бывший султан перебрался в Стамбул и поселился во дворце Бейлербейи. Спустя 6 лет, 10 февраля 1918, там же скончался.

## Преследование христианского населения

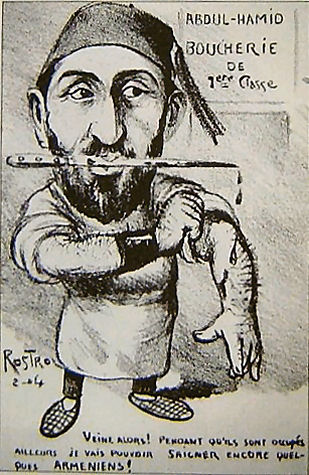
«Абдул-Хамид — палач армян» карикатура из французского журнала

В 1894—1896 годах в Восточной Анатолии и других местах Османской империи произошли массовые убийства христианского (прежде всего армянского) населения, число жертв которого исчисляется в пределах 80—300 тыс.
Убийства производились по прямому указанию Абдул-Хамида с помощью фанатично настроенных софтов (юноши в возрасте от 12 до 25 лет, посвятившие себя духовному образованию).

## Покушение
Абдул-Хамид II пережил покушение в 1905 году, организованное Христофором Микаэляном, являвшимся одним из основателей АРФ «Дашнакцутюн». Покушение было совершено в мечети Йылдыз г. Стамбула 21 июля 1905 года. Подготовка к покушению проходила в Болгарии, планировалось взорвать султана Абдул-Хамида в Софии. Но Микаэляну не суждено было осуществить свой план самолично — вместе со своим товарищем В. Кендиряном он погиб во время пробного взрыва в горах Болгарии.
Тем не менее нашлись люди, которые продолжили работу Микаэляна. Исполнителем покушения стал некий Зарех — человек, который принимал участие в захвате Османского банка в сентябре 1896 года. Теперь местом взрыва стала Гамидовская мечеть Йылдыз — Абдул Хамид каждую пятницу приходил в одно и то же время в мечеть и молился. Планировалось оставить бомбу на выходе из мечети, чтобы она взорвалась, когда Хамид покидал мечеть.
Бомба находилась в карете (по другим данным заминировали автомобиль), которую Зарех подвёз к мечети. Таймер был поставлен на 42 секунды, но Абдул-Хамид задержался (из-за разговора с Шейх Уль-Исламом). Взрывом было убито много людей, включая и самого Зареха.

## Судьба потомков Абдула-Хамида II
Так переводит[уточнить] армянское издание «Новое Время» интервью правнука султана из «Hürriyet Daily News»: «Наша семья обязана своим спасением и жизнью французским армянам, которые спасли нас после того, как мы были сосланы из Турции», — заявил в интервью турецкой Hürriyet Daily News правнук султана Абдул-Хамида II — 80-летний Бейзаде Бюлент Осман. — «У нас не было в кармане ни гроша, но наши армянские друзья помогли нам. Одна армянская женщина гостеприимно приняла нас в своём доме, где мы и прожили достаточно долго. Я никак не могу отрицать все те подвиги, которые армяне совершили для нас».

## Семья

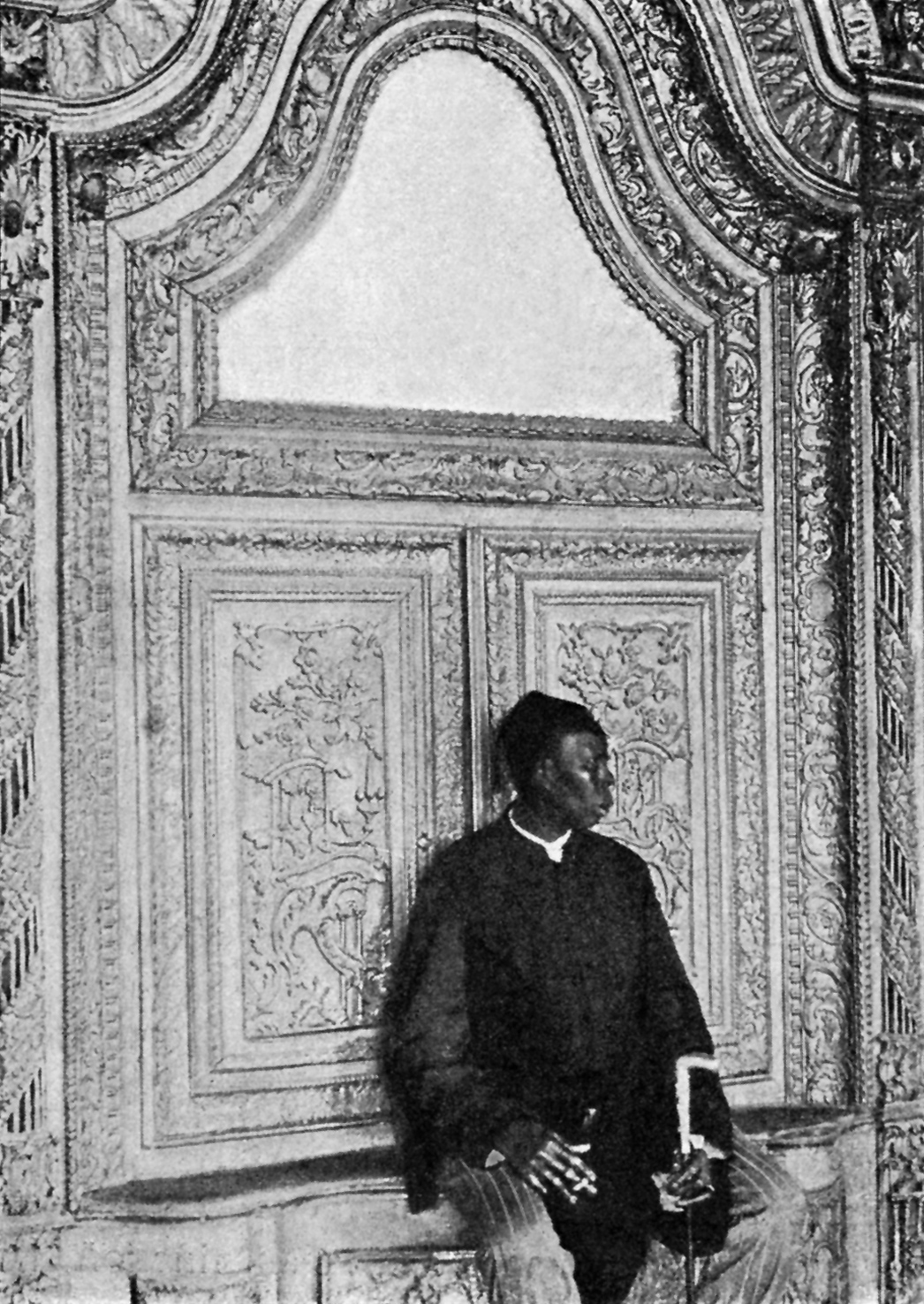
Евнух у дверей гарема
Абдул-Хамида II.
Фотография Власа Дорошевича

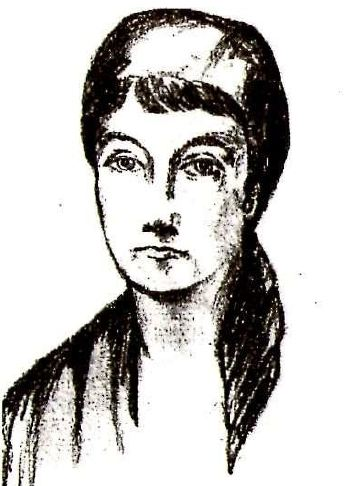
Одна из султанских жён — Бидар Кадын-эфенди

Абдул-Хамид, по разным данным, имел от 13 до 16 жён:
| Имя (годы жизни)                                                    | Дата заключения брака | Титул                       | Дети/Примечание |
| ------------------------------------------------------------------- | --------------------- | --------------------------- | --- |
| Назикеда Кадын-эфенди (ок. 1845 — 10 апреля 1895)                   | 1868                  | Главная кадын.              | - Улвие-султан (1864/1868—1870/1875) |
| Бедрифелек Кадын-эфенди (4 января 1851 — 6 февраля 1930)            | 15 ноября 1868        | Главная кадын.              | - Мехмет Селим-эфенди (1870—1937) - Зекие-султан (1872—1950) - Ахмед Нури-эфенди (1878—1944) |
| Сафиназ Нурефзун Кадын-эфенди (ок. 1851 — ок. 1915)                 | 1868                  | Третья кадын.               | После развода с Абдул-Хамидом вышла замуж за Эсвапчи Савфет-бея. |
| Бидар Кадын-эфенди (5 мая 1858 — 13 января 1918)                    | 2 сентября 1875       | Вторая кадын.               | - Фатьма Наиме-султан (1876—1945) - Мехмед Абдулкадир-эфенди (1878—1944) |
| Дильпесенд Кадын-эфенди (16 января 1865 — 5 октября 1903)           | 10 апреля 1883        | Третья кадын.               | - Наиле-султан (1884—1957) |
| Мезиде Кадын-эфенди (3 марта 1869 — 12 декабря 1908)                | 2 января 1885         | Третья или четвёртая кадын. | - Мехмет Бурханеттин-эфенди (1885—1949) |
| Эмсалинур Кадын-эфенди (2 января 1866 — 1950)                       | 20 ноября 1885        | Третья кадын.               | - Шадие-султан (1886—1977) |
| Айше Дестизер Мюшфика Кадын-эфенди (10 декабря 1867 — 18 июля 1961) | 12 января 1886        | Четвёртая кадын.            | - Айше-султан (1887—1960) |
| Сазкар Ханым-эфенди (8 мая 1873 — 1945)                             | 31 августа 1890       | Главная икбал               | - Рефия-султан (1891—1938) |
| Пейвесте Ханым-эфенди (10 мая 1873 — 1943/1944)                     | 24 января 1893        | Вторая икбал.               | - Абдуррахим Хайри-эфенди (1894—1952) |
| Фатьма Песенд Ханым-эфенди (1876 — 5 ноября 1924)                   | 20 июля 1896          | Третья икбал                | - Хатидже-султан (1897—1898) |
| Бехидже Ханым-эфенди (10 октября 1882 — 22 октября 1969)            | 10 мая 1900           | Четвёртая икбал             | - Мехмед Бедреддин-эфенди (1901—1903) - Ахмед Нуреддин-эфенди (1901—1944) |
| Салиха Наджие Ханым-эфенди (10 октября 1882? — 4 декабря 1923)      | 4 ноября 1904         | Четвёртая икбал             | - Мехмет Абид-эфенди (1905—1973) - Самие-султан (1908—1909) |
| Дюрдане-ханым (1869 – январь 1955?)                                 |                       | Гёзде.                      | Была выдана замуж за Тарык-бея, а затем в 1915 году за Савфет-бея, вдовца бывшей жены Абдул-Хамида Сафиназ Нурефсун Кадын-эфенди. |
| Назлыяр-ханым/Симпервер-ханым                                       |                       | Гёзде.                      | В 1885 году выдана замуж. |
| Невджедид-ханым                                                     |                       | Гёзде                       | Была беременна, однако из-за нападок Бидар Кадын-эфенди случился выкидыш, и Невджедид покинула дворец. |
| Бергюзар-ханым                                                      |                       | Гёзде                       | В первые годы правления Абдул-Хамида была выдана замуж за Шериф Пашазаде Сулейман Шевкет-бея, в браке с которым в 1885 году родился будущий поэт движения Феджр-и Ати («Грядущая заря») Сахабеддин Сулейман.                                            |
| Левандит-ханым                                                      |                       | Гёзде                       | Была выдана замуж за человека высокого положения, её сын от этого брака был женат на одной из султанских внучек по женской линии. |
| Эбру-ханым (умерла после 1950)                                      |                       | Гёзде                       | Была подарена Абдул-Хамиду Зекие-султан, затем выдана замуж. |
| Гевхерриз-ханым                                                     |                       | Гёзде                       | Одна из последних наложниц, принятых в Йылдыз. Выдана замуж после возвращения из Салоник, имела потомство. |
| Сермелек-ханым                                                      |                       |                             | |
| Джалибос-ханым (1890? – после 1955?)                                |                       | Гёзде                       | Воспитанница Адиле-султан. Сначала она стала хазнедар в гареме, а потом гёзде Абдул-Хамида II. После низложения Абдул-Хамида была выдана замуж за Эмина-пашу, сын от этого брака, Эминпашазаде Шакир-бей стал вторым мужем Шадие Мюведдет Кадын-эфенди. |
| Михрименд Зафиде-ханым (умерла в 1946)                              |                       | Гёзде                       | Хазнедар, затем гёзде. В 1901 году выслана из дворца. |

1. ↑  Дата брака дана по Almanach de Gotha и может означать как официальный брак, так и получение официального титула фаворитки или рождение первого ребёнка[26].
2. ↑  На момент смерти самой жены (при жизни Абдул-Хамида II) или султана.
3. ↑  Была переведена из гарема Мурада V[31].

## Оценка в современной Турции
В начале XXI века, в период правления президента Эрдогана, в Турции наблюдаются попытки исламской правящей политической элиты создать культ личности Абдул-Хамида II как последнего великого османского султана.

## Киновоплощения
- Сериал «Payitaht: Abdülhamid» (Турция, 2017). В роли Бюлент Иналь[тур.].